# آلمانی بالای نو

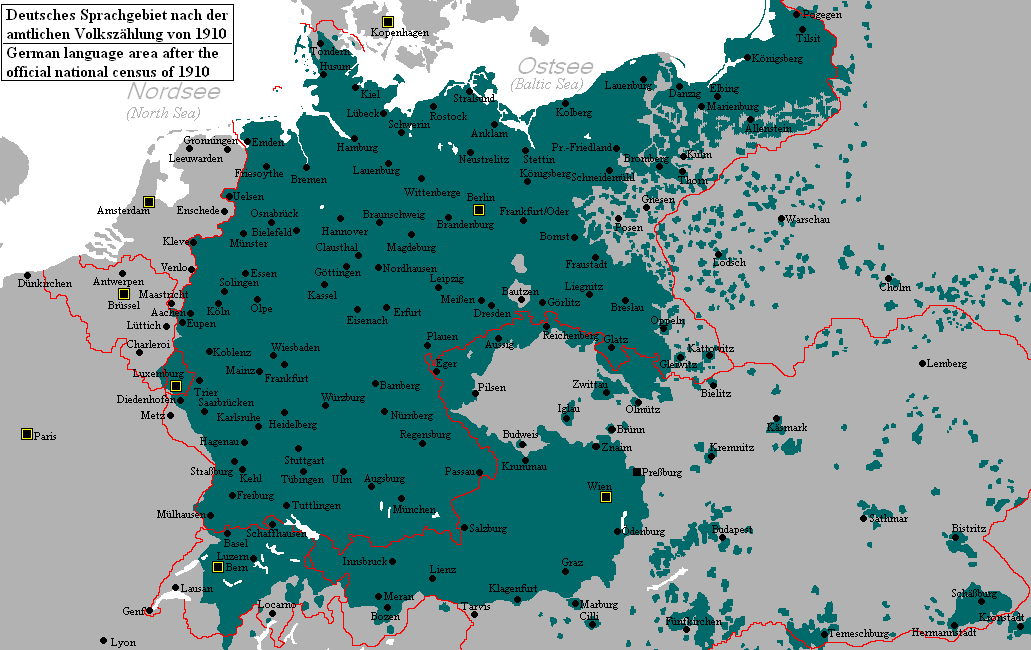
نگاره‌ای از گستردگی زبان آلمانی نو.

آلمانی بالای نو (Neuhochdeutsch) واپسین دوره از تاریخ زبان آلمانی است که از سده هفدم آغاز و تاکنون ادامه داشته‌است. مهم‌ترین ویژگی این دوره توسعه آلمانی معیار و معیارسازی گویش‌های گفتاری است.به همین دلیل گاه از آلمانی بالای نو به عنوان هم‌معنی آلمانی معیار استفاده می‌شود.